# Élections législatives groenlandaises de 2014
Les élections législatives groenlandaises de 2014 se sont déroulées le 28 novembre 2014, moins de deux ans après les précédentes élections. Ce scrutin anticipé est une conséquence de la suspension du Premier ministre Aleqa Hammond.
Le parti du gouvernement sortant, Siumut, perd trois députés, ce qui le place à égalité avec le principal parti d'opposition Inuit Ataqatigiit. Siumut remporte cependant un pourcentage légèrement supérieur des suffrages, et son leader Kim Kielsen forme un gouvernement de coalition avec les partis Démocrates et Solidaire.

## Système électoral
L'Inatsisartut est le parlement monocaméral du Groenland, pays constitutif du royaume de Danemark. Il est composé de 31 sièges pourvus pour quatre ans au scrutin proportionnel plurinominal de liste dans une seule circonscription électorale. Après décompte des voix, les sièges sont répartis selon la méthode d'Hondt, sans seuil électoral.

## Résultats
|                        |                        |        |       |      |        |               |  |  |  |  |  |  |  |  |
| Parti                  | Parti                  | Voix   | %     | +/-  | Sièges | +/-           |  |  |  |  |  |  |  |  |
|                        | Siumut (S)             | 10 102 | 34,61 | 8,61 | 11     | 3             |  |  |  |  |  |  |  |  |
|                        | Inuit Ataqatigiit (IA) | 9 776  | 33,49 | 1,24 | 11     | en stagnation |  |  |  |  |  |  |  |  |
|                        | Les Démocrates (D)     | 3 468  | 11,88 | 5,62 | 4      | 2             |  |  |  |  |  |  |  |  |
|                        | Partii Naleraq (PN)    | 3 423  | 11,73 | Nv.  | 3      | 3             |  |  |  |  |  |  |  |  |
|                        | Atassut (A)            | 1 919  | 6,57  | 1,64 | 2      | en stagnation |  |  |  |  |  |  |  |  |
|                        | Partii Inuit (PI)      | 477    | 1,63  | 4,83 | 0      | 2             |  |  |  |  |  |  |  |  |
|                        | Indépendants           | 22     | 0,08  | -    | 0      | -             |  |  |  |  |  |  |  |  |
|                        |                        |        |       |      |        |               |  |  |  |  |  |  |  |  |
| Suffrages exprimés     | Suffrages exprimés     | 29 187 | 98,98 |      |        |               |  |  |  |  |  |  |  |  |
| Votes blancs et nuls   | Votes blancs et nuls   | 301    | 1,02  |      |        |               |  |  |  |  |  |  |  |  |
| Total                  | Total                  | 29 488 | 100   | -    | 31     | en stagnation |  |  |  |  |  |  |  |  |
| Abstention             | Abstention             | 10 936 | 27,05 |      |        |               |  |  |  |  |  |  |  |  |
| Inscrits/Participation | Inscrits/Participation | 40 424 | 72,95 |      |        |               |  |  |  |  |  |  |  |  |